# Перальта, Ямиль
Ямиль Альберто Перальта Яра (исп. Yamil Alberto Peralta Jara; род. 16 июля 1991, Трес-де-Фебреро, Буэнос-Айрес) — аргентинский боксёр-профессионал, выступающий в полутяжёлой и в первой тяжёлой весовых категориях. Участник двух Олимпийских игр (2012, 2016), бронзовый призёр чемпионата мира (2013), бронзовый призёр Панамериканских игр (2011), серебряный призёр Панамериканского чемпионата (2017), чемпион (2014) и бронзовый призёр (2010) Южноамериканских игр, многократный победитель и призёр национальных турниров в любителях.
Среди профессионалов действующий чемпиона по версии WBC International (2022—н. в.), чемпион Латинской Америки по версии WBC Latino (2019—н. в.) и чемпион Аргентины по версии FAB (2021—н. в.), и бывший чемпион Южной Америки (2020—2022) в 1-м тяжёлом весе.

## Любительская карьера
В бокс Ямиля Перальту привёл его дядя. В 2008 году Перальта стал чемпионом Аргентины среди юниоров в категории до 80 кг. В 2010 году аргентинский боксёр завоевал первую значимую международную награду. Перальта смог дойти до полуфинала Южноамериканских игр в категории до 81 кг, но уступил там эквадорцу Карлосу Гонгоре, завоевав тем самым бронзовую награду. С 2011 года перешёл в первый тяжёлый вес. В новой для себя весовой категории Перальта смог дойти до финала Панамериканских игр в Гвадалахаре, где в полуфинале уступил кубинцу Ленье Перо 9:13. В 2012 году аргентинский боксёр успешно выступил на американской олимпийской квалификации, попав в число трёх боксёров завоевавших именную олимпийскую лицензию в первом тяжёлом весе. Незадолго до начала лондонских Игр Перальта стал чемпионом Аргентины.
На летних Олимпийских играх 2012 года 21-летний Перальта выступил в весовой категории до 91 кг. В первом раунде Перальта уверенно победил алжирского боксёра Шуайба Булудината 13:5, однако в четвертьфинале уступил болгарину Тервелу Пулеву 10:13 и выбыл из борьбы за медали. В составе Argentina Condors Ямиль принимал участие в World Series of Boxing сезона 2012/13. В семи проведённых боях Перальта одержал семь побед, но тем не менее «Кондоры» выбыли в четвертьфинале соревнований. В сезоне 2013/14 на счету аргентинского боксёра ещё три победы в трёх поединках. На чемпионате мира 2013 года в Алма-Ате Перальта дошёл до полуфинала соревнований, но там раздельным решением судей уступил россиянину Евгению Тищенко. В 2014 году Ямиль стал чемпионом Южноамериканских игр, одолев в финале чилийца Мигеля Велеса. В марте 2016 года Перальта успешно выступил на американском квалификационном турнире, завоевав олимпийскую лицензию на Игры 2016 года.
В 2016 году Перальта во второй раз принял участие в летних Олимпийских играх. В Рио-де-Жанейро аргентинский боксёр вновь выступал в категории до 91 кг. Перальта начал турнир со второго раунда, в котором раздельным решением судей победил немца Давида Графа. В четвертьфинале соперником Перальты стал кубинец Эрисланди Савон и завершился победой Савона единогласным решением судей. На чемпионате мира 2017 года Перальта проиграл уже в своём первом поединке, уступив узбекскому боксёру Санжару Турсунову 1:4.

## Профессиональная карьера
25 августа 2018 года Перальта провёл дебютный бой на профессиональном ринге, в котором он победил ещё одного дебютанта своего соотечественника Хулио Ивана Сиснероса нокаутом в 3-м раунде. К февралю 2020 года на счету Перальты было 6 поединков против аргентинских боксёров, в которых он одержал 6 побед, из которых 2 нокаутом.

## Статистика профессиональных боёв
В таблице перечислены результаты всех поединков боксёров.
В каждой строке указан результат поединка. Дополнительно номер поединка обозначен цветом, который обозначает итог поединка. Расшифровка обозначений и цветов представлена в нижеследующей таблице.
| Пример | Расшифровка                     |
| ------ | ------------------------------- |
|        | Победа                          |
|        | Ничья                           |
|        | Поражение                       |
|        | Планируемый поединок            |
|        | Поединок признан несостоявшимся |
| КО     | Нокаут                          |
| ТКО    | Технический нокаут              |
| PTS    | Решение судей (по очкам)        |
| UD     | Единогласное решение судей      |
| MD     | Решение большинства судей       |
| SD     | Раздельное решение судей        |
| RTD    | Отказ от продолжения боя        |
| DQ     | Дисквалификация                 |
| NC     | Поединок признан несостоявшимся |

| 15 поединков, 14 побед (7 нокаутом), 1 поражение. | 15 поединков, 14 побед (7 нокаутом), 1 поражение. | 15 поединков, 14 побед (7 нокаутом), 1 поражение. | 15 поединков, 14 побед (7 нокаутом), 1 поражение. | 15 поединков, 14 побед (7 нокаутом), 1 поражение.                                   | 15 поединков, 14 побед (7 нокаутом), 1 поражение. | 15 поединков, 14 побед (7 нокаутом), 1 поражение. |
| Бой                                               | Рекорд                                            | Дата боя                                          | Соперник                                          | Место проведения боя                                                                | Раундов, время                                    | Дополнительно |
| ------------------------------------------------- | ------------------------------------------------- | ------------------------------------------------- | ------------------------------------------------- | ----------------------------------------------------------------------------------- | ------------------------------------------------- | --- |
| 16                                                |                                                   | 11 марта 2023                                     | Федерико Хавьер Грандоне (7-0-2)                  | Аргентина                                                                           | (10)                                              | Бой за титулы чемпиона по версии WBC International (1-я защита Перальта), чемпиона Южной Америки (1-я защита Грандоне) и чемпиона Аргентины (2-я защита Перальта) в 1-м тяжёлом весе. |
| 15                                                | 14-1                                              | 17 сентября 2022                                  | Фабио Мальдонадо (28-5)                           | Club Municipal Lagomarsino, Пилар, провинция Буэнос-Айрес, Аргентина                | TKO 3 (10), 1:40                                  | Завоевал вакантный титул чемпиона по версии WBC International в 1-м тяжёлом весе. |
| 14                                                | 13-1                                              | 7 мая 2022                                        | Райан Розицкий (14-1)                             | Centre 200, Сидни, Новая Шотландия, Канада                                          | SD 10 (10)                                        | Счёт: 95-94, 94-95, 93-97. Бой за вакантный титул чемпиона по версии WBC International в 1-м тяжёлом весе.                                                                            |
| 13                                                | 13-0                                              | 15 января 2022                                    | Мариано Анхель Гудино (14-4)                      | Palacio de Los Deportes, Мар-дель-Плата, провинция Буэнос-Айрес, Аргентина          | UD 10 (10)                                        | Счёт: 98-89, 99-88 (дважды). Защитил титулы чемпиона Латинской Америки по версии WBC Latino (2-я защита Перальта) и чемпиона Аргентины (1-я защита Перальта) в 1-м тяжёлом весе.      |
| 12                                                | 12-0                                              | 5 ноября 2021                                     | Сезар Эрнан Рейносо (17-16-4)                     | Microestadio Municipal Ricardo Rusticucci, Пилар, провинция Буэнос-Айрес, Аргентина | TKO 10 (10), 1:29                                 | |
| 11                                                | 11-0                                              | 13 августа 2021                                   | Дамиан Муньос (5-0)                               | Microestadio Municipal Ricardo Rusticucci, Пилар, провинция Буэнос-Айрес, Аргентина | TKO 6 (6), 0:23                                   | |
| 10                                                | 10-0                                              | 25 июня 2021                                      | Маркос Николас Каралицкий (2) (7-4-2)             | Microestadio Municipal, Хурлингам, провинция Буэнос-Айрес, Аргентина                | UD 8 (8)                                          | Счёт: 80-73½, 79-73, 78-74. |
| 9                                                 | 9-0                                               | 12 марта 2021                                     | Дарио Херман Бальмаседа (2) (19-19-2)             | Parque de la Ciudad, Кутраль-Ко, провинция Неукен, Аргентина                        | KO 6 (10), 1:29                                   | Завоевал титул чемпиона Аргентины (1-я защита Бальмаседы) в 1-м тяжёлом весе. |
| 8                                                 | 8-0                                               | 11 декабря 2020                                   | Анхель Густаво Шмитт (6-11-1)                     | Microestadio Municipal de Garín, Гарин, провинция Буэнос-Айрес, Аргентина           | KO 4 (12), 2:23                                   | Защитил титул чемпиона Южной Америки (2-я защита Перальта) в 1-м тяжёлом весе. |
| 7                                                 | 7-0                                               | 30 октября 2020                                   | Маркос Николас Каралицкий (7-3-2)                 | Club Atletico, Луис Гильон, провинция Буэнос-Айрес, Аргентина                       | UD 12 (12)                                        | Счёт: 118-110, 117-111, 116½-114. Защитил титул чемпиона Южной Америки (1-я защита Перальта) в 1-м тяжёлом весе.                                                                      |
| 6                                                 | 6-0                                               | 1 февраля 2020                                    | Дарио Херман Бальмаседа (19-18-2)                 | Polideportivo Los Polvorines, Лос-Польворинос, Аргентина                            | TKO 9 (12)                                        | Завоевал титул чемпиона Южной Америки (2-я защита Бальмаседы) в 1-м тяжёлом весе. |
| 5                                                 | 5-0                                               | 22 ноября 2019                                    | Маркос Антонио Аумада (2) (21-7)                  | Буэнос-Айрес, Аргентина                                                             | UD 10 (10)                                        | Матч-реванш. Счёт: 98-90, 97-91, 96-92. Защитил титул чемпиона Латинской Америки по версии WBC Latino (1-я защита Перальта) в 1-м тяжёлом весе.                                       |
| 4                                                 | 4-0                                               | 7 сентября 2019                                   | Эстебан Рауль Лопес (6-5-1)                       | Ланус, Аргентина                                                                    | UD 8 (8)                                          | |
| 3                                                 | 3-0                                               | 11 мая 2019                                       | Маркос Антонио Аумада (21-6)                      | Буэнос-Айрес, Аргентина                                                             | UD 10 (10)                                        | Счёт: 100-90, 98-92, 97-93. Завоевал титул чемпиона Латинской Америки по версии WBC Latino (3-я защита Аумада) в 1-м тяжёлом весе.                                                    |
| 2                                                 | 2-0                                               | 20 октября 2018                                   | Хайро Хоакин Диас (4-4)                           | Вилья-Мария, Аргентина                                                              | UD 6 (6)                                          | |
| 1                                                 | 1-0                                               | 25 августа 2018                                   | Хулио Иван Сиснерос (дебют)                       | Вилья-Карлос-Пас, Аргентина                                                         | KO 3 (6)                                          | |